# Puerta de Moros

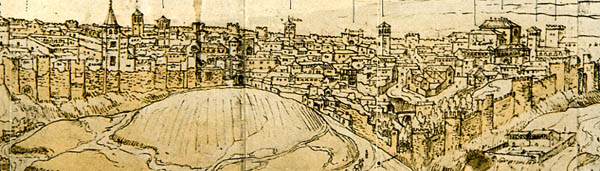
Detall del dibuix realitzat per Anton van der Wyngaerde en 1562, on s'observa la muralla cristiana de Madrid, des de la seva arrencada en la muralla musulmana, prop de la Puerta de la Vega (a l'esquerra), fins a la Puerta de Moros, en l'actual plaça del Humilladero (a la dreta).

La Puerta de Moros era una de les portes d'accés a Madrid. Estava situada en el llenç de la muralla cristiana de Madrid, i ja propera a l'Alcàsser.

## Característiques
Les portes adjacents de la muralla cristiana eren la de Valnadú i la de la Vega. La de Moros, per trobar-se al costat del raval mudèjar, estava propera a la Placeta dels Carros, després plaça del Humilladero, entre el carrer de l'Almendro i la Cava Baja. Orientada al sud-oest, era la porta preferida per aquells que sortien cap a Toledo, i pel que sembla era similar a les torres de Serrans a València. Va ser destruïda en 1412 durant una revolta popular, però es va construir una altra en el segle xvi que és la que apareix en dibuix realitzat per Anton van der Wyngaerde en 1562. Després del seu enderrocament definitiu va donar lloc a un solar que amb el temps va esdevenir en la Plaça de Puerta de Moros, heretant el seu nom.